# Carea virilis
Carea virilis är en fjärilsart som beskrevs av Embrik Strand 1917. Carea virilis ingår i släktet Carea och familjen trågspinnare. Inga underarter finns listade i Catalogue of Life.